# Bravo☆Bravo
「Bravo☆Bravo」（ブラボー ブラボー）は、 Buono!の通算9枚目のシングル。2009年12月16日発売。発売元はポニーキャニオン。

## 概要
- 初回限定盤はCD+DVDで、通常盤はCDの各構成となっている。初回限定盤と通常盤（初回生産分）には、イベント参加抽選シリアルナンバーカードとBuono!オリジナルトレーディングカード（初回･通常絵柄別）が封入。
- 「-Winter Story-」はBuono!初となるクリスマスナンバー。
- センターは鈴木愛理→夏焼雅→嗣永桃子→鈴木愛理の順番でローテーションしている。
- 「Buono!ファーストライブツアー2009〜Winter フェスタ!〜」東京厚生年金会館で販売したCD購入者にメンバー直筆サイン入りポスタープレゼントがあたる抽選会を実施。

## 収録曲
1. Bravo☆Bravo 
（作詞：三浦徳子、作曲：つんく、編曲：西川進）
『しゅごキャラパーティー!』エンディングテーマ（2009年10月 - 12月）
2. -Winter Story-
（作詞：川上夏季、作曲：AKIRASTAR、編曲：AKIRASTAR・井上慎二郎）
3. Bravo☆Bravo（Instrumental）
4. -Winter Story-（Instrumental）